# Hikmet Kıvılcımlı
Hikmet Ali Kıvılcımlı, més conegut com a Hikmet Kıvılcımlı, (Pristina, Imperi Otomà, 1902 – Belgrad, RFS Iugoslàvia, 11 d'octubre de 1971) fou un escriptor, publicista, traductor i militant comunista turc. Va ser el fundador del Vatan Partisi (VP).

## Carrera
Va graduar-se del Liceu de Vefa en Fatih, Istanbul i va estudiar medicina a l'Academia Mèdica Militar d'Istanbul. Va ser membre del Partit Comunista de Turquia (PCT) a principis de 1920. Va publicar al diari Aydınlık l'any 1925.
Entre 1925 i 1950 va ser arrestat i empresonat diverses vegades. Va criticar el PCT per la seva política cap a l'administració del Partit Demòcrata a la dècada de 1950. Va ser fundador del Vatan Partisi l'any 1954, i fundador i director de l'editorial Tarihsel Maddecilik Yayınları (Editorial Materialisme històric en turc) el 1965, que va publicar molts dels seus treballs. Va fundar la İşsizlik ve Pahalılıkla Savaş Derneği (Associació de Lluita contra l'Atur i Alça de preus, İPSD) el 1968.

## Publicacions
Entre les seves publicacions està Türkiye Işçi Sinifinin Sosyal Varliği ("L'existència social de la classe treballadora turca"), 1935; Tarih, Devrim, Sosyalizm ("Història, revolució, socialisme"), 1965; la seva obra magna, Tarih Tezi ("La tesi de la història"), 1974; i Yol: TKP'nin elestirel tarihi ("El camí. Història crítica del Partit Comunista de Turquia"), que consisteix en una sèrie de textos, escrits pel comitè central del PCT el 1932, publicat el 1979-82. Va contribuir amb un gran nombre d'articles a revistes i periòdics com Aydinlik, Sosyalist, Türk Solu, i Ant entre 1965 i 1971. Després de la seva mort, Fuat Fegan va esdevenir la persona encarregada de custodiar els papers i l'herència política de Kıvılcımlı.